# Plattsburgh
Plattsburgh – miasto w hrabstwie Clinton, w stanie Nowy Jork, w Stanach Zjednoczonych. W 2009 roku miasto liczyło 19 380 mieszkańców.
Plattsburgh położony jest na zachodnim brzegu jeziora Champlain, ok. 35 km na południe od granicy amerykańsko-kanadyjskiej. Przez miasto przebiega autostrada międzystanowa nr 87.
11 września 1814 roku, podczas wojny brytyjsko-amerykańskiej w pobliżu miasta rozegrana została bitwa pod Plattsburghiem.